# Lee Kun-hee
Lee Kun-hee (Hangul: 이건희; hanja: 李健熙; pronunciación coreana: [iːɡʌnhi]; Uireyong, 9 de enero de 1943-Seúl, 25 de octubre de 2020) fue un empresario surcoreano conocido por ser presidente de Samsung, uno de los mayores fabricantes tecnológicos a nivel mundial. Renunció en abril de 2008, debido a un escándalo de fondos, pero regresó el 24 de marzo de 2010. En 1996, Lee se convirtió en miembro del Comité Olímpico Internacional. Con un valor neto estimado de $ 12.6 mil millones, él y su familia se encuentran entre las personas más ricas de Forbes en el mundo. Fue también el tercer hijo del fundador de Samsung, Lee Byung-chul.
En 2014, Lee fue nombrado entre las personas más poderosas del mundo en el puesto 35, y el coreano más poderoso por la lista de las personas más poderosas del mundo de la revista Forbes, junto con su hijo Lee Jae Yong. En mayo de 2014 fue hospitalizado tras tener un infarto agudo al miocardio. Desde entonces enfrentó problemas de salud de forma continua hasta su muerte en 2020.

## Biografía

### Inicios
Lee Kun-hee nació el 9 de enero de 1943, es el tercer hijo de Lee Byung-chul, el fundador del grupo Samsung, cuyos productos y servicios tocan todos los aspectos de la vida de los coreanos. La lista más reciente de Forbes lo coloca como la persona más rica en Corea del Sur, con un valor neto aproximado de 15.100 millones de dólares. Tiene una licenciatura en economía de la Universidad Waseda de Japón y un MBA de la Universidad George Washington.

### Trabajo en Samsung
Lee se unió al Grupo Samsung en 1968 y asumió la presidencia el 1 de diciembre de 1987, apenas dos semanas después de la muerte de su padre, Lee Byung-chul, quien fundó a Samsung.
A principios de los años noventa, creyendo que Samsung Group estaba demasiado centrado en producir cantidades masivas de bienes de baja calidad y que no estaba preparado para competir en calidad, Lee dijo en 1993: "Cambia todo, excepto tu esposa e hijos" y fiel a su palabra intentó reformar la cultura profundamente coreana que había impregnado Samsung hasta este punto. Los empleados extranjeros fueron traídos al país, mientras los empleados locales fueron enviados a otras partes mientras Lee intentaba fomentar una actitud más internacional para el negocio.
Bajo la dirección de Lee, la compañía se ha transformado de un nombre de presupuesto coreano en una fuerza internacional importante y (posiblemente) la marca asiática más prominente a nivel mundial. Una de las filiales del grupo, Samsung Electronics, es ahora uno de los principales desarrolladores y productores de semiconductores del mundo, y fue incluido en la lista de la revista Fortune como una de las 100 mayores corporaciones del mundo en 2007. Hoy los ingresos de Samsung son ahora 39 veces lo que eran en 1987, genera alrededor del 20 por ciento del PIB de Corea del Sur, además de que Lee es el hombre más rico del país.
El 21 de abril de 2008, dimitió de la presidencia de la empresa y declaró: "Nosotros, incluido yo mismo, hemos causado problemas a la nación con la sonda especial, me disculpo profundamente por ello y asumiré toda la responsabilidad de todo, tanto legal como moralmente".
El 29 de diciembre de 2009, el gobierno surcoreano llegó a perdonar a Lee Kun-hee. El 24 de marzo de 2010, anunció su regreso a Samsung Electronics como su presidente.
En una entrevista, Lee expresó orgullo en el hecho de que Samsung atrae a las mentes más brillantes en Corea del Sur, pero añadió que su nuevo objetivo es atraer a talento de todo el mundo para garantizar que Samsung seguirá siendo una de las mejores empresas en el mundo durante años .
Entre las filiales industriales de Samsung que se destacan durante su gerencia están: Samsung Electronics (la compañía de tecnología informática más grande del mundo, medido por los ingresos de 2011), Samsung Heavy Industries (el segundo mayor constructor de barcos del mundo, medido por los ingresos de 2010), Samsung Engineering y Samsung C&T (respectivamente en los puestos 35 y 72 como las mayores empresas del mundo de la construcción), Samsung Electro-Mechanics Co. Ltd. (Fundada en 1973, Samsung Electro-Mechanics se ha convertido en un notable desarrollador y fabricante de componentes electrónicos clave, no sólo en Corea, sino también en otras partes del mundo), Samsung Techwin (una fabricante tecnología de armas y optoelectrónica), Samsung Everland (operador de Everland Resort, el parque temático más antiguo de Corea del Sur) y Cheil Worldwide (la 19.ª mayor agencia de publicidad del mundo, medida por los ingresos de 2010).
Samsung produce alrededor de una quinta parte de las exportaciones totales de Corea del Sur y sus ingresos son mayores que el PIB de muchos países; En 2006, habría sido la 35ta economía más grande del mundo. La compañía tiene una poderosa influencia en el desarrollo económico de Corea del Sur, la política, los medios de comunicación y la cultura, siendo una de las principales fuerzas motrices detrás del "Milagro sobre el río Han".

### Vida personal
Lee está casado con Hong Ra-hee, clasificada actualmente como una de las mujeres más ricas de Corea, también es el Directora Ejecutiva de la Fundación Hoam. Tiene cuatro hijos, un hijo, Lee Jay-Yong (1968), y tres hijas, Lee Boo-jin (1970), Lee Seo-hyun (1973) y Lee Yoon-hyung (1979-2005). Yoon-hyung, quien estudió en la Universidad de Ewha, Seúl y posteriormente en la Universidad de Nueva York, fue encontrada muerto en su apartamento de Manhattan en la noche del 18 de noviembre de 2005, presumiblemente como resultado de un suicidio. Lee no estuvo presente en su funeral.
La esposa de Lee Kun-hee, Hong Ra-hee es hija de Hong Jin-ki, el expresidente de la JoongAng Ilbo y Tongyang Broadcasting Company y Kim Youn-nam. Kim nació en la ciudad costera de Mokpo, Jeolla del Sur. Al asistir a la Universidad de Mujeres Ewha de joven en 1943, se casó con Hong Jin-ki (1917-86), que en ese momento estaba trabajando como juez en el Tribunal de Distrito de Jeonju en Jeonju, Jeolla del Norte. Hong Ra-hee se especializó en arte aplicado en la Universidad Nacional de Seúl y ganó experiencia como directora de arte en el Museo de Arte Ho-am en Yongin, provincia de Gyeonggi. El museo fue establecido por el fundador de Samsung, Lee Byung-chul, en 1978.
Sus hermanos y algunos de sus hijos son también ejecutivos de los principales grupos empresariales coreanos. Lee Boo-jin, su hija mayor, es presidente y CEO de Hotel Shilla, una cadena hotelera de lujo, así como presidenta de Samsung Everland, un parque temático y operador turístico que es ampliamente visto como "la compañía de facto para el conglomerado" de acuerdo con Associated Press. A partir de 2010, su hijo Lee Jae-yong es vicepresidente de Samsung Electronics. Lee habla coreano, inglés y japonés.

### Fallecimiento
Tras sufrir de un infarto en mayo de 2014 fue ingresado de urgencia en el Centro Médico Samsung, en el Sur de Seúl, lugar donde permaneció hasta su fallecimiento el 25 de octubre de 2020 a los 78 años.

## Controversias

### Escándalo empresarial
El 14 de enero de 2008, la policía coreana allanó el domicilio y la oficina de Lee en una investigación en curso sobre acusaciones de que Samsung era responsable de un fondo de corrupción utilizado para sobornar a fiscales, jueces y figuras políticas de Corea del Sur. El 4 de abril de 2008, Lee negó las acusaciones en su contra en el escándalo.
Después de una segunda ronda de interrogatorios por parte de los fiscales surcoreanos, el 11 de abril de 2008, Lee fue citado por los periodistas diciendo: "Soy responsable de todo, asumiré toda la responsabilidad moral y legal". El 16 de julio de 2008, The New York Times informó que el Tribunal Central del Distrito de Seúl había declarado culpable a Lee por cargos de mala conducta financiera y evasión de impuestos, mientras que los fiscales solicitaron que Lee fuera condenado a siete años de prisión y multado con 350 millones de won (aproximadamente  252.000  dólares). Pero Lee no respondió al veredicto, y el presidente surcoreano Lee Myung-bak perdonó a Lee para que pudiera permanecer en el Comité Olímpico Internacional.

### Escándalos personales
Los hermanos mayores de Lee, Lee Maeng-hee y Lee Sook-hee, iniciaron una acción legal contra él en febrero de 2012, pidiendo a un tribunal surcoreano que se les otorgara acciones de las compañías de Samsung por un total de 850 millones de dólares (913.563 millones de wones). Las audiencias se iniciaron en mayo de 2012. El 6 de febrero de 2014, los tribunales de Corea del Sur desestimaron el caso.
El 11 de mayo de 2014, Lee fue hospitalizado por un ataque al corazón. El 16 de mayo de 2014, el AsiaN afirmó que Lee había muerto, citando a un denunciante dentro de la firma. Suprimió el artículo siete meses después, diciendo que no pudo obtener más información para sustanciar la reclamación.

### Escándalo sexual
El 21 de julio de 2016, NewsTapa, una organización noticiosa independiente, lanzó videoclips que contienen a Lee supuestamente involucrado en prostitución ilegal. Los videos documentan cinco ocasiones separadas entre diciembre de 2011 y junio de 2013, donde Lee parece "tener relaciones sexuales" con 3 a 5 mujeres jóvenes y proporcionar compensación financiera en dos lugares diferentes en Seúl. Uno de los lugares, un apartamento de lujo en el distrito de Nonhyeon-dong de Seúl, donde al parecer fue alquilado por un exejecutivo del grupo de Samsung, levantando sospechas de la participación de la compañía en las actividades ilícitas de Lee. 
NewsTapa informó posteriormente que dos personas, junto con una de las jóvenes que aparecieron en los videos, fueron responsables de grabar los videos con los que habían planeado chantajear a Lee.